# 宮澤エマ
宮澤 エマ（みやざわ エマ、1988年〈昭和63年〉11月23日 - ）は、日本のタレント、女優。
東京都出身。旧芸名：ラフルアー宮澤エマ (Emma Miyazawa La Fleur)。

## 略歴
幼稚園の年少から年長までアメリカで生活する。帰国して森村学園初等部、聖心インターナショナルスクールを卒業、カリフォルニアオクシデンタル大学で宗教学を専攻し、大学3年時にケンブリッジ大学へ留学。
幼少期から歌や芝居が大好きで歌手に憧れてボイストレーニングなどを10年以上続け、大学入学後に距離を置く。ケンブリッジ大学留学中にビッグバンドのボーカルで歌うなど音楽に触れる機会が多く、自分を表現する仕事に就きたいと改めて強く思い、オクシデンタル大学卒業後の2012年春季に芸能活動を始める。
初めてのテレビ出演は『ネプリーグ』に「孫タレ」枠で、同じ“総理の孫”のDAIGOと共演した。以降『森田一義アワー 笑っていいとも!』『踊る!さんま御殿!!』などバラエティ番組に出演する。総理の孫としての出演は嫌ではなかったが、これだけでは芸能界で生き残れないと思っていた。高校時代に所属したグリークラブに宮本亜門の弟が所属しており、歌う宮澤の映像を観た宮本亜門から「ミュージカルのオーディションを受けませんか？」と声をかけられる。『スウィーニー・トッド』は不合格だが、『メリリー・ウィー・ロール・アロング〜それでも僕らは前へ進む〜』でメアリー役に抜擢された。以降舞台作品に出演する。
2015年11月16日にブログで「ラフルアー宮澤エマ」から「宮澤エマ」へ改名を公表した。

## 親族
母方の曽祖父は広島県選出の衆議院議員宮澤裕、祖父は第78代内閣総理大臣の宮澤喜一。母は宮澤喜一の長女で、宝飾品を通販する有限会社クラブサー代表取締役ラフルアー宮澤啓子。
父はアメリカ人の元駐日アメリカ合衆国首席公使（1998-2001年）クリストファー・ラフルアー。5歳上の姉はアメリカでアパレルブランド「M.M.ラフルアー」を手掛けるラフルアー宮澤沙羅。

## 人物
「お金持ちなんでしょ」と先入観を持って接されることが多いが「特殊な環境で育っているので、お金がないとは言えないけど、なんでも買ってもらったみたいな家庭ではまったくない」と語る。

## 受賞歴
2024年
- 第31回読売演劇大賞 優秀女優賞（『ラビット・ホール』）
- 第49回菊田一夫演劇賞（『ラビット・ホール』『オデッサ』）

## 出演

### テレビ番組
- ニッポン・ダンディ（2012年10月 - 2014年3月、TOKYO MX） - バーディ[2]
- バラいろダンディ（2014年4月 - 9月、TOKYO MX） - バーディ
- ワイドナショー（2014年8月17日 - 、フジテレビ） - コメンテーターとして不定期出演
- チャンネル生回転TV Newsザップ!（2014年10月10日 - 2016年3月25日 、BSスカパー!） - 2015年3月27日までは金曜日MC、2015年4月2日より木曜日MC
- 池上彰のニュースそうだったのか!!（2015年5月16日 - 、テレビ朝日） - パネリストとして不定期出演
- 情報プレゼンター とくダネ!（2015年11月12日 - 2021年3月、フジテレビ） - コメンテーターとして出演
- その原因、Xにあり!（2016年10月28日 - 2017年9月29日、フジテレビ） - 準レギュラー [19]
- Wake Your Dreams〜英語で開く夢への扉〜（2017年6月3日 - 、BSフジ） - MC[20]
- Newsモーニングサテライト（2018年4月2日 - 、テレビ東京） - 火曜日コーナー「リーダーの栞」聞き手[21]
- ザ！モノシリスト（2018年10月7日・14日、BS朝日）
- チコちゃんに叱られる!72分拡大版SP チコっとミュージカル「ペットボトルとミルク」 〜ダブルの悲劇〜（2020年12月25日、NHK総合） - ミルク・ホルスタイン役
- ぶらり途中下車の旅 「山手線の旅」（2021年5月15日、日本テレビ） - 旅人[22]
- 第74回トニー賞授賞式（2021年9月27日、WOWOW） - ナビゲーター[23]
  - 第75回トニー賞授賞式（2022年6月13日、WOWOW） - ナビゲーター[24]
  - 第76回トニー賞授賞式（2023年6月12日、WOWOW） - ナビゲーター[25]
- 名品の来歴「聖フランシスコ・ザビエル像」（2021年11月27日、NHK BSプレミアム） - 旅人[26]
- 徹子の部屋（2024年4月9日、テレビ朝日）[27]

### ネット配信
- AbemaPrime（2016年4月13日 - 2020年3月25日、AbemaTV） - 水曜日MC

### 携帯配信
- 稲川淳二の怖い話 本家本元7夜連続SP（2013年8月12日 - 8月18日、NOTTV）
- 冬も稲川!恐怖の現場 7夜連続SP（2014年2月1日 - 2月6日、NOTTV）

### ラジオ
- THE PRESENT（2012年4月5日 - 2016年3月31日 、ベイエフエム） - パーソナリティー[2]
- FUTURESCAPE（2014年11月15日、FMヨコハマ） - 柳井麻希のピンチヒッターとして出演
- Show me love!（2016年4月3日 - 、ベイエフエム） - パーソナリティー

### 舞台
- ミュージカル『メリリー・ウィー・ロール・アロング 〜それでも僕らは前へ進む〜』（2013年11月、天王洲 銀河劇場 / 12月、シアタードラマシティ） メアリー 役[9][28]
- ミュージカル『シスター・アクト〜天使にラブ・ソングを〜』（2014年6月 - 8月、帝国劇場ほか） - メアリー・ロバート 役[29]
  - ミュージカル『シスター・アクト〜天使にラブ・ソングを〜』（2016年5月 - 6月、帝国劇場） - メアリー・ロバート 役
- ミュージカル『bare』（2014年12月、中野ポケット）[3]
- ミュージカル『Endless SHOCK 15th Anniversary』（2015年2月3日 - 3月31日、帝国劇場） - リカ 役[30][31]
- ミュージカル『ラ・マンチャの男』（2015年9月 - 10月、松本市民芸術館、シアターBRAVA!、帝国劇場） - アントニア 役[3][8]
- ミュージカル『ドッグファイト』（2015年12月、シアタークリエ、サンケイホールブリーゼ、東海市芸術劇場） - ローズ 役[3][32]
  - ミュージカル『ドッグファイト』（2017年12月8日 - 11日、サンケイホールブリーゼ / 12月14日 - 30日、シアタークリエ / 2018年1月6日、愛知県芸術劇場大ホール） - ローズ 役[33]
- ミュージカル『紳士のための愛と殺人の手引き（英語版）』（2017年4月、日生劇場） - フィービー 役 [34]
- ミュージカル『ジキル&ハイド』（2018年3月3日 - 18日、東京国際フォーラムホールC / 3月24日・25日、愛知県芸術劇場大ホール / 3月30日 - 4月1日、梅田芸術劇場メインホール） - エマ 役[35]
- ミュージカル『日本の歴史』（2018年12月 - 2019年1月、世田谷パブリックシアター、梅田芸術劇場シアター・ドラマシティ） - パット他 役
  - ミュージカル『日本の歴史』（2021年7月6日 - 18日、新国立劇場 中劇場 / 7月23日 - 30日、梅田芸術劇場シアター・ドラマシティ）[36]
- ブロードウェイ・ミュージカル『ウエスト・サイド・ストーリー』日本キャスト版 Season2（2020年2月1日 - 3月10日、IHI ステージアラウンド東京） - マリア 役（田村芽実とWキャスト）[37]
- 女の一生（2020年11月2日 - 26日、新橋演舞場） - 堤ふみ 役[38]
- ミュージカル『WAITRESS ウェイトレス』（2021年3月9日 - 30日、日生劇場 / 4月4日 - 11日、博多座 / 4月15日 - 19日、梅田芸術劇場メインホール / 4月29日 - 5月2日、御園座） - ドーン 役[39]
- ラビット・ホール（2023年4月9日 - 25日、PARCO劇場） - 主演[40]
- オデッサ（2024年1月8日 - 28日、東京芸術劇場プレイハウス / 2月1日 - 12日、森ノ宮ピロティホール / 2月17日・18日、キャナルシティ劇場 / 2月24日・25日、東京エレクトロンホール宮城 / 3月2日・3日、Niterra日本特殊陶業市民会館 フォレストホール）[41]

### テレビドラマ
- いつかこの雨がやむ日まで（2018年8月4日 - 9月29日、東海テレビ・フジテレビ系） - 天竺芽衣 役[42]
- 連続テレビ小説（NHK）
  - おちょやん 第1話 - 第110話（2020年11月30日 - 2021年5月7日） - 竹井栗子 役[43][44]
  - らんまん（2023年5月12日 - ）- 笠崎みえ 役[45][46]
- BARレモン・ハート 年末スペシャル2020（2020年12月29日、BSフジ） - 夏目塔子 役[47]
- 神様のカルテ 第1話（2021年2月15日、テレビ東京） - 橘楓 役[48]
- 緊急取調室 第8話（2021年9月9日、テレビ朝日） - 上原あゆみ 役[49]
- 和田家の男たち 第2話（2021年10月29日、テレビ朝日） - 戸倉ほのか 役[50]
- 大河ドラマ（NHK） 
  - 鎌倉殿の13人（2022年1月9日 - 12月18日） - 実衣 役[51]
  - 豊臣兄弟!（2026年1月〈予定〉- ） - とも 役[52]
- 津田梅子〜お札になった留学生〜（2022年3月5日、テレビ朝日） - 吉益亮 役[53]
- よだれもん家族（2022年4月10日 - 9月25日、テレビ東京） - 間野絵理子 役[54]
- 金田一少年の事件簿 第6話・第7話（2022年6月5日・12日、日本テレビ） - 野中ともみ 役[55]
- 相棒 season21 第1話・第2話（2022年10月12日・19日、テレビ朝日） - ミウ・ガルシア 役[56]
- グレーテルのかまど スピンオフドラマII パティシエ・ヘンゼル クリスマスの魔法（2022年12月21日、NHK Eテレ） - ゴースト・ソニア 役[57]
- 罠の戦争（2023年1月16日 - 3月27日、関西テレビ・フジテレビ） - 熊谷由貴 役[58]
- 風間公親-教場0- 第2話（2023年4月17日、フジテレビ） - 左柄美幸 役[59]
- ゆりあ先生の赤い糸（2023年10月19日 - 12月14日、テレビ朝日） - 伊沢志生里 役[60]
- フェルマーの料理（2023年10月20日 - 12月22日、TBS） - 福田寧々 役[61]
- 東京貧困女子。-貧困なんて他人事だと思ってた-（2023年11月17日 - 12月22日、WOWOW） - 三井恵子 役[62]
- Destiny（2024年4月9日 - 6月4日、テレビ朝日） - 森（梅田）知美 役[63]
- マウンテンドクター（2024年7月8日 - 9月16日、関西テレビ・フジテレビ） - 鮎川玲 役[64]
- キャスター（2025年4月13日 - 6月15日、TBS） - 市之瀬咲子 役[65]
- おい、太宰（2025年6月29日 - 、WOWOW） - 小室美代子 役[66]
- 初恋DOGs（2025年7月1日 - 、TBS） - 弓削留美子 役[67]

### ウェブドラマ
- 誰かが、見ている（2020年9月18日、Amazon Prime Video） - 曽我そと子 役[68]

### 映画
- 記憶にございません!（2019年9月13日、東宝） - ジェット・和田 役[69]
- スオミの話をしよう（2024年9月13日、東宝） - 薊 役[70]
- 国宝（2025年6月6日、東宝） - 立花マツ 役[71]
- 三谷幸喜『おい、太宰』劇場版（2025年7月11日、WOWOW） - 小室美代子 役[72]
- 劇場版TOKYO MER〜走る緊急救命室〜南海ミッション（2025年8月1日、東宝） - 武美幸 役[73]

### バラエティ
- ララLIFE（2025年7月25日、TBSテレビ系） - 金継ぎに挑戦[74]

### CM
- 佐藤製薬「リングルアイビーシリーズ」（2015年11月 - ）[75]
- ヤクルト「ヤクルト届けてネット」（2020年9月 - ）[76]
- ライオン「ソフラン プレミアム消臭」（2024年3月 - ）[77]